# Wawrzyniec Dzieduszycki
Wawrzyniec Marcin Dzieduszycki (ur. 11 sierpnia 1772 - zm. 19 października 1836 we Lwowie) – hrabia, ziemianin, wojskowy.
Syn Tadeusza Dzieduszyckiego, generała porucznika wojsk koronnych i cześnika wielkiego koronnego. W 1785 r. Wawrzyniec został wysłany do Szwajcarii celem uzupełnienia swojej edukacji. Mieszkał tam w Morges oraz w Lozannie. W czasie pobytu w Chamonix 4 sierpnia 1787 r. obserwował przez lunetę zejście III wyprawy na Mont Blanc, dokonanej przez prof. de Saussure.
W późniejszych latach jako adiutant Tadeusza Kościuszki, brał czynny udział w bitwach pod Racławicami i Szczekocinami. 
W 1795 ożenił się z hrabianką Anastazją z Mierów, z którą miał czworo dzieci: Tytusa, Henrykę (1798-1877 – wyszła za mąż za Gwalberta Pawlikowskiego), Eugeniusza i Ewelinę.
Po upadku powstania gospodarował jedenastoma odziedziczonymi wioskami koło Tarnopola i Czortkowa. W 1809 r. zasiadał w ustanowionej przez rząd Księstwa Warszawskiego administracji dochodów skarbowych. W 1817 r. został austriackim szambelanem, w 1821 został potwierdzony hrabią w Kongresówce. Właściciel majątku i dworu w Radziszowie, pan na Jabłonowie, Suchostawie, Celejowie, Uwiśle, Semenowie, Humniskach, Zaścinoczu, Kapturach, Małowie, Podgórzanach i Zieleńczu w obwodzie tarnopolskim, Milnie z Bukowiną w obwodzie złoczowskim.